# Кафедральный собор Божественного Провидения
Кафедральный собор Божественного Провидения (рум. Catedrala romano-catolică din Chișinău) — епископальный собор Римско-католической церкви епархии Кишинёва в столице Молдавии. Собор строился с 1840 по 1843 год в стиле классицизма. Создателем проекта считается петербургский архитектор Иосиф Иванович Шарлемань (1782—1861). Собор внесен в список национальных памятников истории и культуры Молдавии.

## История
В 1820-х годах небольшая католическая община преимущественно польского происхождения построила часовню под покровительством Провидения на месте нынешнего собора. В 1830-х годах часовня уже не могла вместить всех прихожан и была выделена субсидия на строительство собора от Императора Всероссийского Николая I.
В 1964 году собор Провидения был экспроприирован советской администрацией и преобразован в студию записи звука и кино. Прихожанам разрешили собираться в кладбищенской часовне для богослужений. В 1989 году собор после вмешательства Международного движения Красного Креста и Красного Полумесяца и Организации Объединённых Наций, вновь стал католическим приходом и впоследствии восстановлен. В 1993 году собор стал резиденцией Апостольской администратуры Молдавии, а в 2001 году стал кафедральным собором новообразованной Кишинёвской епархии.

## Архитектура
Лицевая сторона собора размещена на юго-запад и имеет прямоугольную форму с полукруглой апсидой. Имеет длинную прямоугольную форму и состоит из пяти травей. К нему примыкает фасад на северо-востоке, имеется большое арочное окно и две колокольни. Два ряда коринфских колонн разделяют зал на широкий центральный неф с цилиндрическим сводом и два узких прохода с кессонными потолками. Оригинальная мебель была утеряна после закрытия в 1960-х годах, а нынешний интерьер собора появился в 1990-х годах.